# Bourbonrosor
Bourbonros (Rosa Bourbon-gruppen) är en grupp av rosor. Gruppen har utvecklats ur hybrider mellan kinarosor och höstdamaskernerrosor. Den härstammar från början av 1800-talet på ön Bourbon, nuvarande Réunion. I ett blandat buskage av de båda föräldrarosorna hittades en planta med avvikande utseende, och det blev den första bourbonrosen.
Bourbonrosorna kan odlas som buskrosor, klätterrosor och rabattrosor. Ibland är det klimatet som avgör. De har en särskilt fin och stark doft med tätt fyllda blommor. Vissa sorter blir fyrdelade. De som föredrar klassiska rosenbuskar framför moderna brukar välja en sort ur den här gruppen.

## Sorter
- 'Adam Messerich'
- 'Anaïs'
- 'Bardou Job'
- 'Baron J. B. Gonella'
- 'Boule de Neige'
- 'Climbing Souvenir de la Malmaison'
- 'Commandant Beaurepaire'
- 'Comtesse de Rocquigny'
- 'Coupe d'Hébé'
- 'Great Western'
- 'Gros Choux d'Hollande'
- 'Heroïne de Vaucluse'
- 'Honorine de Brabant'
- 'Kathleen Harrop'
- 'Las Casas'
- 'Louise Odier'
- 'Martha'
- 'Michel Bonnet'
- 'Mlle Marie Drivon'
- 'Mme Ernest Calvat'
- 'Mme Isaac Pereire'
- 'Mme Lauriol de Barny'
- 'Mme Pierre Oger'
- 'Mrs Paul'
- 'Mrs Paul Hvid'
- 'Parkzierde'
- 'Prince Charles'
- 'Prince Napoléon'
- 'Queen of Bourbons' ('Reine des Iles Bourbon')
- 'Reine Victoria'
- 'Rev. H. d'Ombrain'
- 'Robusta'
- 'Souvenir d'Anselme'
- 'Souvenir de la Malmaison'
- 'Souvenir de Mme Auguste Charles'
- 'Souvenir de St Anne's'
- 'Variegata di Bologna'
- 'Wrams Gunnarstorp'
- 'Zéphirine Drouhin' (Bizot 1868)
- 'Zigeunerknabe'

## Galleri

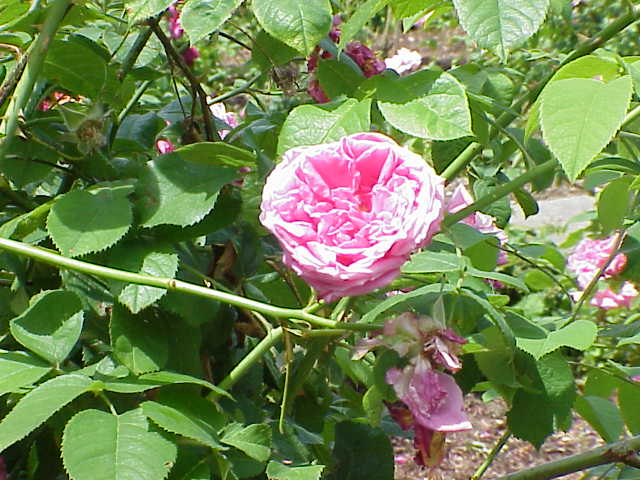
'Charles Lawson' (Lawson 1853)
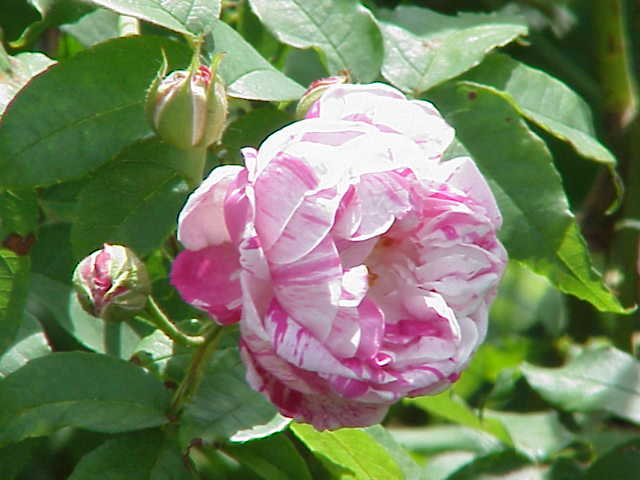
'Honorine de Brabant'
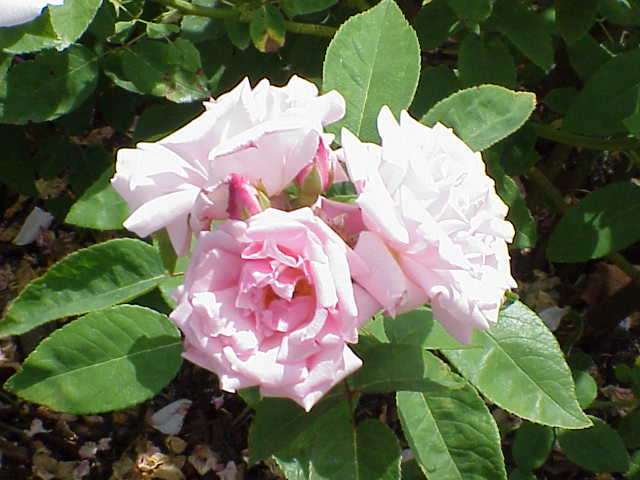
'Katheen Harrop'
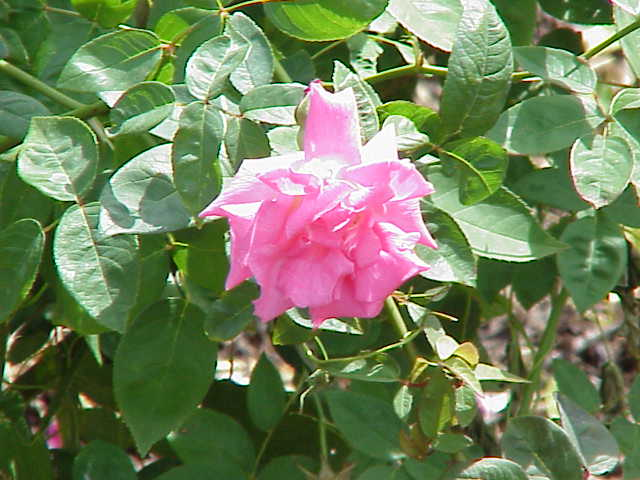
'Zéphirine Drouhin'